# Dendrophylax macrocarpus
Dendrophylax macrocarpus é uma espécie de orquídea, família Orchidaceae, endêmica da República Dominicana, onde cresce em áreas bastante úmidas e abafadas. Trata-se de planta epífita, monopodial, com caule insignificante e efêmeras folhas rudimentares, com inflorescências racemosas que brotam diretamente de um nódulo na base de suas raízes. As flores tem um longo nectário na parte de trás do labelo.

## Publicação e sinônimos
- Dendrophylax macrocarpus (Dod) Carlsward & Whitten, Int. J. Pl. Sci. 164: 51 (2003).

Sinônimo homotípico:
- Campylocentrum macrocarpum Dod, Moscosoa 1(2): 39 (1977).